# Puig de la Verneda
El Puig de la Verneda és una muntanya de 5 metres que es troba entre els municipis de Ventalló i de Viladamat, a la comarca catalana de l'Alt Empordà.